# بیماری کیست سیستم عصبی
بیماری کیست سیستم عصبی کتابی از نصرت‌الله عاملی و کاظم عباسیون است که در سال ۱۳۷۴ منتشر و در مراسم کتاب سال جمهوری اسلامی ایران به‌عنوان کتاب برگزیده معرفی شد.